# شنبه تپه
شنبه تپه مربوط به هزاره اول قبل از میلاد - دوره اشکانیان است و در شهرستان مشگین‌شهر، بخش مشکین شرقی، دهستان نقدی، روستای نقدی علیا واقع شده و این اثر در تاریخ ۱۲ دی ۱۳۸۶ با شمارهٔ ثبت ۲۰۳۲۱ به‌عنوان یکی از آثار ملی ایران به ثبت رسیده است.